# Sønderborg Lufthavn
Sønderborg Lufthavn (IATA: SGD, ICAO: EKSB) er en lufthavn beliggende på Kær Halvø ud til Augustenborg Fjord, syv kilometer fra det centrale Sønderborg, 50 km. fra Flensborg og tæt på motorvej M51, der således forbinder lufthavnen med E45.  Bitten & Mads Clausens Fond er lufthavnens hovedejer. 
Lufthavnen har fast rutetrafik til København med Alsie Express.  
Der er i alt omkring 350 arbejdspladser tilknyttet lufthavnen. Lufthavnen havde omkring 78.000 passagerer i 2019, mens der i rekordåret 1997 var 125.000 passagerer igennem lufthavnen.

## Destinationer
Alsie Express flyver dagligt mellem Sønderborg og København. I dag flyver Alsie Express fast på ruten med op mod fem daglige afgange. I sommerperioderne udbyder luftfartsselskabet også ture til Bornholm.
Fra Sønderborg Lufthavn er der også flere rejseselskaber, der periodevis flyver direkte til udvalgte byer i Europa.
| Alsie Express | København Sæson: Bornholm, Dubrovnik (en), Isle of Man (en), Jersey (en), Guernsey (en), Sälen/Trysil (sv), Zadar |